# Вонаемитваям
Вонаемитваям — река на северо-востоке Камчатского края.
Длина реки — 10 км. Протекает по территории Олюторского района Камчатского края. Впадает в Берингово море (залив Вулканический).
Воды реки являются местом нереста лососёвых.

## Данные водного реестра
По данным государственного водного реестра России относится к Анадыро-Колымскому бассейновому округу.
Код объекта в государственном водном реестре — 19060000212120000002471.